# جاذبه‌های گردشگری استان کرمان
کرمان یکی از پنج استان تاریخی ایران است که مکان‌های گردشگری زیادی دارد.

## شهر کرمان

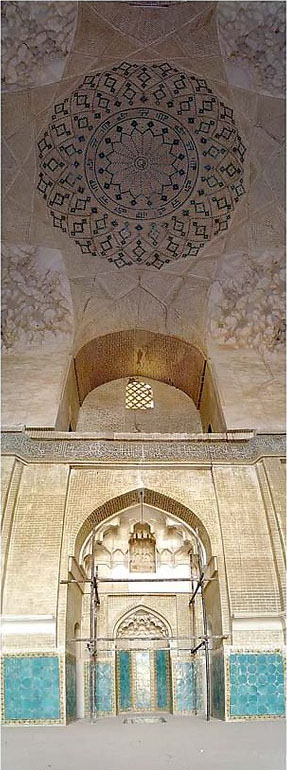
محراب و سقف مسجد ملک، کرمان

- آثار و بقایای دایناسورها (کرمان) (جای پای دایناسورها در روستای ده علیرضا در زرند)
- آتشکده دولت‌خانه و موزه مردم‌شناسی زرتشتیان کرمان
- آثار به جای مانده از کلیسا کاتولیک کرمان
- بازار کرمان
- باغ سده (مراسم سده سوزی )
- باغ بیرم آباد
- باغ شماره ۱
- باغ شماره ۲
- باغ موزه هرندی
- بیمارستان نوریه
- تخت درگاه قلی بیگ
- تکیه مدیرالملک
- حمام باغ للـه
- حمام کابلی‌ها
- حمام گنج علی خان
- خانة آقای منفرد
- خانه اسلامیت
- خانه پرداختی
- خانه محمدخان میرحسینی
- شیوشگان
- قلعه اردشیر
- قلعه دختر
- گنبد جبلیه
- مجموعه ابراهیم خان
- مجموعه گنجعلیخان
- مجموعه وکیل
- مسجد جامع مظفری
- مسجد جامع ملک
- مقبره خواجه اتابک
- مقبره مشتاقیه
- موزه صنعتی
- موزه مطبوعات
- موزه ساعت
- موزه سکه
- موزه کرمان باستان و سازهای سنتی (موزه هرندی)
- موزه دیرینه شناسی
- یخدان مؤیدی
- یخدان زریسف
- یخدان جو مویدی
- یخدان ملک
- مدرسه و حمام ابراهیم خان
- دروازه قدیم شهر کرمان

## استان کرمان
- باغ شاهزاده (ماهان) (میراث جهانی یونسکو)
- باغ عمارت بیگلر بیگی (فتح آباد)
- ارگ بم (میراث جهانی یونسکو)
- ارگ راین
- مجموعه حاج آقاعلی رفسنجان
- ارگ انار
- ارگ بردسیر
- دره راگه
- آبشار کشیت
- آبشار اوردیکان
- آبشار بنگان (بافت)
- آبشار جهانجان (سه کاسه) بافت
- آبشار رودفرق (عنبراباد)
- آستانه شاه نعمت‌الله ولی (ماهان)
- آسیاب شهداد
- آسیاب هشتم کوهبنان
- بادگیر چپقی
- بندر هنزارابر
- تپه کنار صندل (محوطه باستانی) (جیرفت)
- پارک ملی خبر (بافت)
- تپه یحی (محوطه باستانی) (بافت)
- چشمه عروس وسیه بنوئیه رابر
- خانه بهادرالملک بردسیر
- خانه ایرانمنشها (بافت)
- خانه حاج درویش
- خانه صادقی
- خانه والی میرحسینی
- روستای سنگی میمند (شهربابک)
- ریگ‌های علی‌آباد (ریگان)
- شهر راین
- کاروانسرای سعادت آباد (سیرجان)
- قلعه کشیت
- آرامگاه میرزبیر (سیرجان)
- حمام کران (سیرجان)
- چهارگنبد (سیرجان)
- هماشهر و بلورد
- قلعه گلباف
- قلعه هشتادان
- قلعه نسک
- قلعه داوودآباد (امین شهر)
- قلعه سموران
- قلعه گرم سالاررضا
- قلعه گزانخواص (ریگان)
- عمارت موسی خانی (شهربابک)
- غار شب پره بافت
- غارجفریز گوغر (بافت)
- غار ایوب بزرگترین غار آذرین ایراندهج
- کاروانسرای ابراهیم - سیرجان
- کاروانسرای پاریز
- کنارصندل تپه باستانی در شهرستان عنبرآباد (شهر جیرفت باستان)
- کوشک رفعت الدوله
- مرقد امامزاده زید محمود (گلباف.حرمک)
- مرقد سید خراسانی (گلباف)

- مرقد امامزاده شیرخدا (راین)
- امامزاده سید سلطان فقیه الدین بزنجان
- مسجد و حسینیه شهر کهنه
- مسجد و حسینیه شهر کهنه
- مقبره پیرجارسوز
- مقبره پیرمرد خدا
- مقبره میرحیدر (گورخانه)
- مقبره شیخ محمد پرنده (بافت)
- میل نادری فهرج (فهرج)
- میمند (کرمان) روستای میمند)
- قیصریه رفسنجان
- دهبکری (بم)
- روستای دریجان (بم)
- ابارق (بم)
- امامزاده حمزه سیرجان
- امامزاده علی سیرجان
- امامزاده احمد سیرجان

زیارت گاه امامزاده سلطان سید احمد(درب بهشت)
تپه باستانی یحیی (بافت)
خانه ایرانمنش‌ها (بافت)
چهارطاقی ساسانیان (ارزوئیه)
قلعه افشارها (بافت)
قلعه کردعلی (بافت)
باغ سنگی (سیرجان)
مقبره راجی کرمانی (کرمان)
عمارت موسی خانی (شهربابک)
امامزاده فقیه الدین (بزنجان بافت)
ومنطقه زیباودیدنی گوغرکه بواسطه ارتفاع بیش از 3000متری ازسطح دریا لقب بام کرمان را یدک میکشداز دیگر مکانهای دیدنی استان کرمان به شمار می‌روند